# Nigrohydnum
Nigrohydnum is een monotypisch geslacht van schimmels behorend tot de familie Lepidostromataceae. Het bevat alleen Nigrohydnum nigrum.